# ژان لوئیس آکپا آکپرو
ژان لوئیس آکپا آکپرو (انگلیسی: Jean-Louis Akpa Akpro؛ زادهٔ ۴ ژانویهٔ ۱۹۸۵) بازیکن فوتبال اهل فرانسه است.
از باشگاه‌هایی که در آن بازی کرده‌است می‌توان به باشگاه فوتبال ترانمره راورز، باشگاه فوتبال بری، باشگاه فوتبال استاد برستوا ۲۹، باشگاه فوتبال روچدیل، باشگاه فوتبال گریمزبی تاون، باشگاه فوتبال تولوز، و باشگاه فوتبال شروزبری تاون اشاره کرد.